# Theresa (New York)
Theresa è un comune degli Stati Uniti d'America, situato nello stato di New York, nella contea di Jefferson.